# Essential Recollection
Essential Recollection — альбом-компіляція французького композитора Жан-Мішель Жарра, випущений лейблом Sony Music 28 серпня 2015 року у Європі.
1. «Oxygene Part 2» — 4:57
2. «Arpegiator» — 6:22
3. «Oxygene Part 4» — 4:06
4. «Souvenir of China» — 3:59
5. «Equinoxe Part 4» — 6:42
6. «Zoolookologie» — 4:20
7. «Magnetic Fields Part 1» — 6:33
8. «Magnetic Fields Part 2» — 3:58
9. «Equinoxe Part 5» — 3:55
10. «Chronology Part 4» — 3:58
11. «Rendez-Vous 4» — 3:51
12. «Oxygene Part 6» — 6:00
13. «Bells» — 3:48
14. «Last Rendez Vous (Ron's Piece)» — 5:48